# 格塔里亚
格塔里亚（西班牙語：Guetaria）是西班牙巴斯克自治区吉普斯夸省的一个市镇。总面积11平方公里，总人口2406人（2001年），人口密度219人/平方公里。